# علاج الإدمان

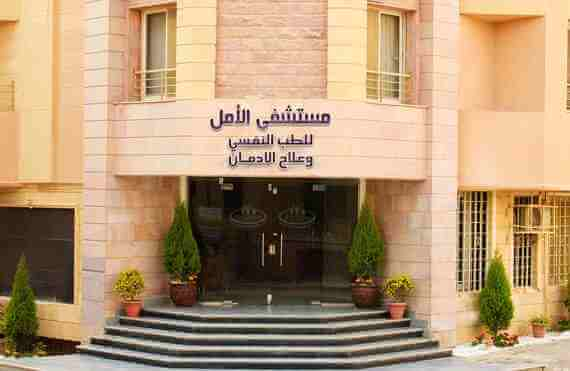
بيت الأمل للطب النفسي وعلاج الإدمان - سلطنة عمان

الإدمان حالة تستعبد الشخص وهي بذرة المرض النفسي والجسدي كما أنه انتحار بطيء وذلك نتيجة الإدمان المستمر على مادة أو أكثر من المواد المخدرة «المخدرات» يتضاعف هذا الاستعمال في وقت قصير ينتج عنها أكبر الاضرار التي من الممكن ان تؤدى إلى التهلكة فيفقد المدمن عقله ويعجز عن القيام بواجباته اليومية حتى إذا فكر في التوقف عن إدمان المخدرات تظهر عليه اعراض انسحابية قاتلة. لكي يكون علاج الإدمان فعالاً يجب أن يكون علاج الإدمان على أساس دوائي أو بيولوجي مصحوبًا بتدخلات أخرى مثل العلاج السلوكي المعرفي (CBT)، والعلاج النفسي الفردي والجماعي، واستراتيجيات تعديل السلوك، وبرامج من اثنتي عشرة خطوة، ومرافق العلاج السكنية. يمكن استخدام TTM (نموذج عبر النظرية للتغيير) لتحديد متى يمكن أن يبدأ العلاج وأي طريقة ستكون أكثر فعالية. إذا بدأ العلاج في وقت مبكر جدًا، فقد يتسبب ذلك في أن يصبح الشخص دفاعيًا ومقاومًا للتغيير.

## برامج العلاج من الإدمان
- برامج العلاج: وتشمل الدورات التعليمية التي تركز على حصول المدمن على العلاج الداعم ومنع الانتكاس ويمكن تحقيق ذلك في جلسات فردية أو جماعية أو أسرية.[6]
- المشورة: أخذ المشورة من مستشار نفسي بشكل منفرد أو مع الأسرة، أو من طبيب نفسي يساعد على مقاومة إغراء إدمان المخدرات واستئناف تعاطيها. علاجات السلوك يمكن أن تساعد على إيجاد وسائل للتعامل مع الرغبة الشديدة في استخدام المخدرات، وتقترح استراتيجيات لتجنب ذلك ومنع الانتكاس، وتقديم اقتراحات حول كيفية التعامل مع الانتكاس إذا حدث.

تقديم مشورة تنطوي أيضا على الحديث عن عمل المدمن، والمشاكل القانونية، والعلاقات مع العائلة والأصدقاء.
أخذ المشورة مع أفراد الأسرة ويساعدهم ذلك على تطوير مهارات اتصال أفضل مع المدمن حتى يكونوا أكثر دعمًا له.
- جماعات المساعدة الذاتية : هذه الجماعات موجودة من أجل الأشخاص المدمنين على المخدرات ورسالتهم هي أن الإدمان هو مرض مزمن وهناك خطر للانتكاس، وأن العلاج الداعم والمستمر والذي يشمل العلاج بالأدوية وتقديم المشورة واجتماعات جماعات المساعدة الذاتية ضروري لمنع الانتكاس مرة أخرى. يساعد الطبيب المعالج على تحديد موقع هذه الجماعات.
- علاج الانسحاب:

أعراض انسحاب المخدرات تختلف باختلاف نوع المخدرات المستخدمة وتشمل الأرق، التقيؤ، التعرق، مشكلات في النوم، الهلوسة، التشنجات، آلام في العظام والعضلات، ارتفاع ضغط الدم ومعدل ضربات القلب ودرجة حرارة الجسم، الاكتئاب ومحاولة الانتحار.
- الهدف من علاج الانسحاب (إزالة السموم) هو وقف تناول المخدرات بسرعة وأمان، ويشمل ذلك:[7]
- 1. خفض جرعة المخدرات تدريجيًّا.
- 2. استبداله بمواد أخرى مؤقتا يكون له آثار جانبية أقل حدة، مثل الميثادون أو البوبرينورفين.
- 3. بالنسبة لبعض الناس قد يكون آمنًا الخضوع لعلاج الانسحاب في العيادات الخارجية، والبعض الآخر قد يتطلب الدخول إلى المستشفى.

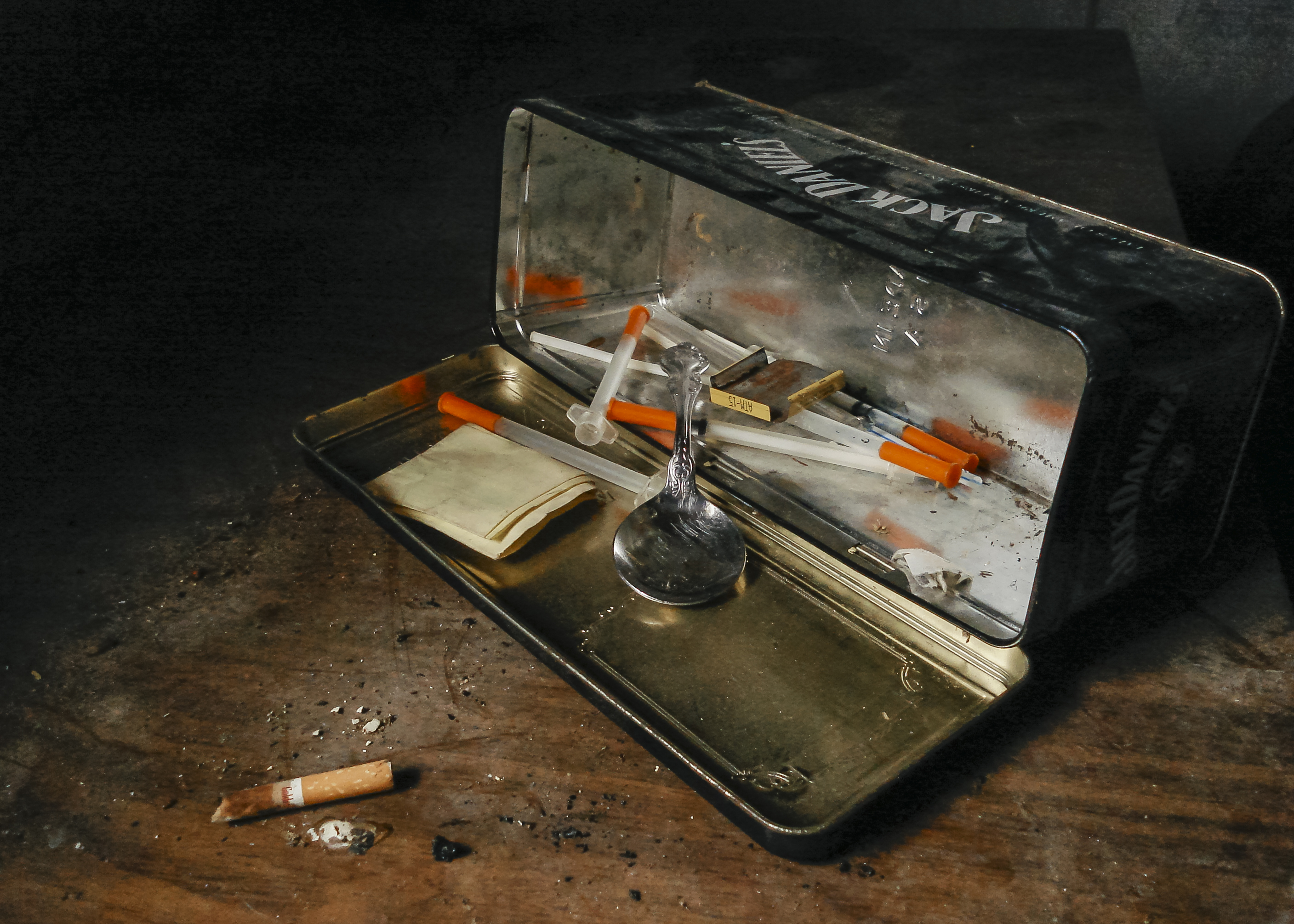
مجموعة حقن وأدوات هيروين في علبة جاك دانييلز

- مجموعة حقن وأدوات هيروين في علبة جاك دانييلزتقييم مدمن المخدرات صحيًّا: ينبغي لبرامج العلاج تقييم مدمني المخدرات لوجود فيروس نقص المناعة البشرية (الإيدز), أوالتهاب الكبد الوبائي ب وج، أومرض السل أوالأمراض المعدية الأخرى.

## علامات الشخص المدمن
التغير المفاجئ في نمط الحياة كالغياب المتكرر والانقطاع عن العمل أو الدراسة.
تدني المستوى الدراسي أو تدني أدائه في العمل.
الخروج من البيت لفترات طويلة والتأخر خارج البيت ليلًا.
التعامل بسرية فيما يتعلق بخصوصياته.
تقلب المزاج وعدم الاهتمام بالمظهر.
الغضب لأتفه الأسباب.
التهرب من تحمل المسؤولية واللامبالاة.
الإسراف وزيادة الطلب على النقود.
تغيير مجموعة الأصدقاء والانضمام إلى «شلة» جديدة.
الميل إلى الانطواء والوحدة.
فقدان الوزن الملحوظ نتيجة فقدان الشهية.

## أنواع المخدرات

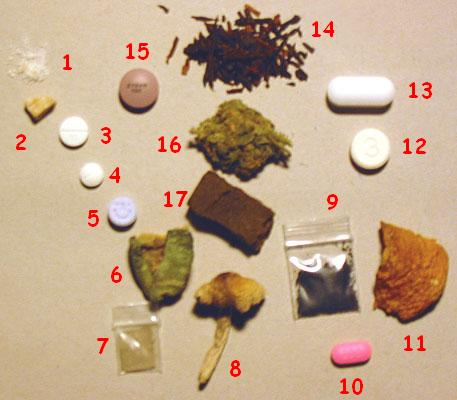
مجموعة متنوعة من العقاقير ذات التأثير النفساني - المخدرات والأدوية في الشوارع: 1. الكوكايين-2. كراك الكوكايين-3. ميثيلفينيديت (ريتالين)-4. الايفيدرين-5. إم دي إم إيه (إكستاسي - حبة لافندر مع ابتسامة)-6. المسكالين (لحم الصبار الأخضر المجفف)-7. LSD (ورقة 2 × 2 في كيس صغير)-8. سيلوسيبين (فطر Psilocybe cubensis المجفف)-9. سالفيا ديفينوروم (مستخلص 10X في كيس صغير)-10. ديفينهيدرامين (بينادريل - الحبة الوردية)-11. أمانيتا موسكاريا (قطعة غطاء الفطر الأحمر المجفف)-12. تايلينول 3 (يحتوي على الكودايين)-13. يحتوي على الكوديين وهو مرخي للعضلات-14. تبغ الغليون (أعلى)-15. بوبروبيون (زيبان - حبة أرجوانية بنية)-16. الحشيش (مركز البراعم الخضراء)-17. حشيش (مستطيل بني)-18. الكحول

تختلف أنواع المخدرات وأشكالها حسب طريقة تصنيفها؛ فبعضها يصنف على أساس تأثيرها، وبعضها الآخر يصنف على أساس طرق إنتاجها أو حسب لونها، وربما بحسب الاعتماد (الإدمان) النفسي والعضوي.
وتتفاوت أنواع المواد المخدرة في درجة تأثيرها وطريقة عملها على الجهاز العصبي للإنسان، مثل:
- الحشيش والماريجوانا.
- المخدرات المهدئة.
- المخدرات المنشطة مثل: الكوكايين.
- المواد المهلوسة مثل (إل. إس. د (.
- المواد المستنشقة (العطرية) مثل الصمغ.
- المسكنات والمهدئات الطبية مثل المورفين.

## الأسباب التي تؤدى إلى وقوع الأفراد في مصيدة الإدمان
- عدم الوعي الكافي لاستدراك اضرار الكحول
- مجالسة أصحاب السوء.
- التفكك الأسري.
- انشغال الآباء عن الأبناء وعدم وجود رعاية كافية لهم داخل المنزل.
- عدم المعرفة الكافية بالأخطار التي تسببها المواد المخدرة.
- ضعف الوازع الدينى والتنشئة الاجتماعية غير السليمة.
- البطالة وقلة العمل بين الشباب.
- الثراء الفاحش التبذير.
- عدم وجود حوار بين أفراد الأسرة الواحدة.

## أعراض الإدمان
- 1) الأعراض المصاحبة لتعاطي الحشيش والماريجوانا:

شعور عال بالإدراك البصري والسمعي والذوق.
ضعف الذاكرة وصعوبة التركيز والتناسق الحركي.
زيادة ضغط الدم ومعدل ضربات القلب.
احمرار العينين.
زيادة الشهية.
جنون العظمة.
- 2) الأعراض المصاحبة لتعاطي المنشطات (الأمفيتامين والكوكايين والميثيل فينيديت)

النشوة والتهيج.
الاكتئاب والأرق.
احتقان الأنف وأضرار تلحق بالغشاء المخاطي للأنف.
فقدان الوزن.
زيادة معدل ضربات القلب وضغط الدم ودرجة الحرارة.
جنون العظمة.
- 3) الأعراض المصاحبة لتعاطي المهدئات باربيتيورات والبنزوديازيبين

نعاس ودوخة.
مشاكل في الذاكرة.
اكتئاب.
تباطؤ في التنفس وانخفاض ضغط الدم.
ارتباك وصعوبة التناسق الحركي.
- 4) الأعراض المصاحبة لتعاطي المسكنات المخدرة (الهيروين والمورفين والكودايين)

انخفاض الشعور بالألم.
ارتباك.
تباطؤ في التنفس.
إمساك.

## آثار ومضاعفات إدمان المخدرات
- مشاكل صحية: يؤدي إدمان المخدرات إلى حدوث مشاكل صحية بدنية وعقلية ويعتمد ذلك على نوع المخدرات المستخدمة.
- فقدان الوعي والغيبوبة والموت المفاجئ وخاصة عند أخذ جرعات عالية أو إذا تم الجمع بين أنواع المخدرات أو الكحول.
- الإصابة بالأمراض المعدية مثل الإيدز سواء من خلال العلاقات الجنسية المحرمة أو عن طريق مشاركة الإبر.
- التعرض لحوادث السير في حالة السكر.
- الانتحار.
- المشاكل الأسرية والخلافات الزوجية بسبب التغيرات السلوكية التي تطرأ على مدمن المخدرات.
- مسائل قانونية حيث أن إدمان المخدرات يؤدي إلى السرقة وقيادة السيارة تحت تأثير المخدرات وغيرها.
- مشاكل مالية: إدمان المخدرات يؤدي إلى إنفاق المال بلا حساب وذلك لشراءها فيضع المدمن تحت وطئة الدين وتقوده إلى سلوكيات غير قانونية وغير أخلاقية.

## العلاج من المخدرات
يظل تعريف التعافي منقسمًا وغير موضوعي في إعادة التأهيل من المخدرات، حيث لا توجد معايير محددة لقياس التعافي. عرّف معهد بيتي فورد التعافي بأنه تحقيق الامتناع الكامل عن التعاطي بالإضافة إلى السعادة الشخصية بينما اعتبرت دراسات أخرى "شبه الامتناع" كتعريف.
- يعتقد البعض أن إزالة التسمم من المخدرات كافية للشفاء، لكن يتعين حفز المرضى لمواصلة العلاج وإعادة التأهيل.[11]

وعلى هيئة العلاج أن تبذل كل ما تستطيع لدعم وتعزيز رغبة المريض في أن يظل متحرراً من المخدر، وقبوله بسهولة إذا ارتد للمخدرات وعاد للبرنامج.
- إن اتباع اسلوب الوعظ والإرشاد في إبلاغ الشخص المدمن على المخدرات كم هو مخجل وان إدمان المخدرات لن يحقق الكثير.
- إذا استطاعت هيئة العلاج أن تفهم ما يعنيه استعمال المخدرات بالنسبة للفرد، فإنها ستكون في وضع أفضل لمساعدة المدمنين.

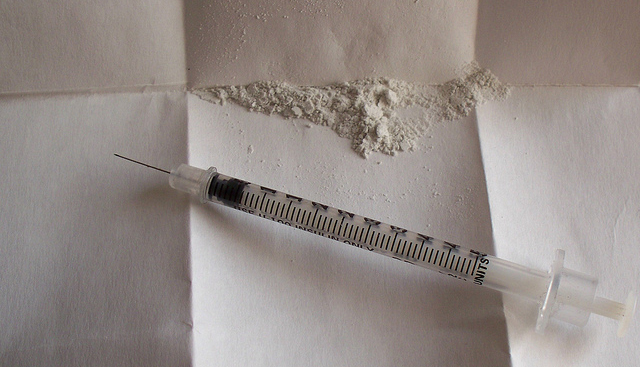
حقنة؛ ورقة؛ مخدرات.

- حقنة؛ ورقة؛ مخدرات.أن الجوانب الطبية في العلاج من الإدمان لا يجب أن تغنى عن النهج الأخرى التي يمكن أن تساعد المريض على تعديل إدراكه لذاته، وإدراكه للآخرين ولسلوكه. فعلى سبيل المثال، ينبغي النظر لإزالة التسمم، كمقدمة لهذه النهج الأخرى
- يجب أن تتكامل التخصصات العلاجية وتتحدد وصولاً إلى النتيجة المطلوبة، وهي الشفاء التام وليس الشفاء الجزئي أو المحدود؛ ذلك أن الشفاء الحقيقي لا يكون مقصوراً فقط على علاج أعراض الانسحاب المخدر ثم ترك المدمن بعد ذلك لينتكس، إنما يجب أن نصل معه إلى استرداد عافيته الأصلية من وجوهها الثلاثة، الجسدية والنفسية والاجتماعية، مع ضمان عودته الفعالة إلى المجتمع ووقايته من النكسات في مدة لا تقل عن ستة أشهر في الحالات الجديدة، أو سنة أو سنتين في الحالات التي سبق لها أن عانت من نكسات متكررة.
- طريقة العلاج «نزارالييف»: تستند هذه الطريقة على البرنامج يتكون من أربعة مراحل. في المرحلة الأولى والثانية يتعرض الجسم إلى عملية إزالة السموم، وانتعاش الجسم من الداخل، والمرحلة الثالثة تتضمن بداية التحول النفسي، بما في ذلك تقنيات التامل الشرقية وكنتيجة للعلاج يولد الشخص واعيا ولا شعوريا مع رفض المخدرات. يتعلم المريض أن يعيش في وئام مع نفسه من خلال احتياطيات العاطفية الخاصة، دون الحاجة إلى المنشطات الكيماوية (الرفض ليس فقط من المخدرات، ولكن أيضا من مضادات الاكتئاب، التي غالبا ما توصف للمرضى عيادات علاج الإدمان). المرحلة الرابعة تشمل تدريب تغيير النفسية، والجلسة المماثلة مع التنويم المغناطيسي - العلاج النفسي الإجهاد الطاقي، اعتمادا على الخصائص النفسية للمريض فرصة اختيار العلاج البديل- الحج 250 كيلوميتر سيرا على الأقدام. بالإضافة إلى العلاج لمدمن المخدرات تضم البرنامج تصحيح الصحة النفسية والنفسانية لأشخاص الذين يسمون الشخص المرافق. لبدء العلاج، يجب على المريض الاعتراف بأنه مريض.
- الإقناع: العمل على اقناع المتعالج انة مريض بمرض الإدمان وان نكشف له ما وصل الية من خسائر وانة بلا قوة نتيجة الحالة التي هو عليها وان حياتة تتجة إلى نتيجة واحدة وهي الموت أو السجن ونجعلة يعترف انة بلا قوة تجاة إدمانة وان حياتة غير قابلة للإدارة من حيث الوقت.

حيث يقضى اغلب وقتة في البحث عن الوسيلة لاشباع إدمانة ولا يفعل اى شئ لة أو لغيرة وما لدية من مال حيث انة ينفق كل ما يملك في تدمير ذاتة ولا ينتفع بشئ بها ونبدء في زراعة المبادئ الروحية لدية ونعلمة ان الافكار السلبية سوف تأتى كثيرا ولكننا نعلمة كيفية مواجهتها هي والاحاسيس السلبية وأنه ليس مجبر على تنفيذها.
- الثقة بالنفس: نعمل على تقوية ثقتة بنفسة وعمل دائرة ثقة جديدة من اشخاص ايجابية تساعدة في طريقة الجديد وتساعدة في مواجهة افكاره السلبية.

ويبدء في الاستعانة بهؤلاء الأشخاص لتنفيذ كل ما يريد من أمور ايجابية ولجعله يبدء في التحلي بالأخلاق العالية والايمان القوي من خلال عرض التجارب الناجحة لكل من اجتهد ونجح بفضل الله.
- التعليم: حيث يتم البدء في تعليم العمل بأفضل ما عنده في كل الامور التي تشمل حياته من كل جوانبها، والصبر على نتيجة عمله والرضا على النتائج التي وصل اليها.
- الاستكشاف: يقوم الاطباء المختصون باستكشاف ما مر به المريض من مواقف لمعرفة كل الامور السلبية التي فعلها لتعليمه الأسباب التي جعلته يقوم بها ومواجهة نفس الموقف عندما يواجهه مرة أخرى.
- الجرد:

وذلك بكتابة قائمة بكل الاشخاص الذي أذاهم في حياته حتى نفسه سواء أذى مادي أو معنوي أو أذى مباشر أو غير مباشر.
- التعويض:

العمل على تعويض كل الاشخاص بالقائمة السابق ذكرها.
- جرد يومي:

العمل على جرد شخصي يومياً لمعرفة كل الأمور الايجابية والسلبية التي فعلها المريض لتنمية الامور الايجابية والعمل على الامور السلبية لتلافيها في اليوم التالي.
- التأمل:

التأمل يوميا مفيد جداً لمعرفة طبيعة الكون من حول المريض وغيره بحسب أحد المراكز العلاجية.

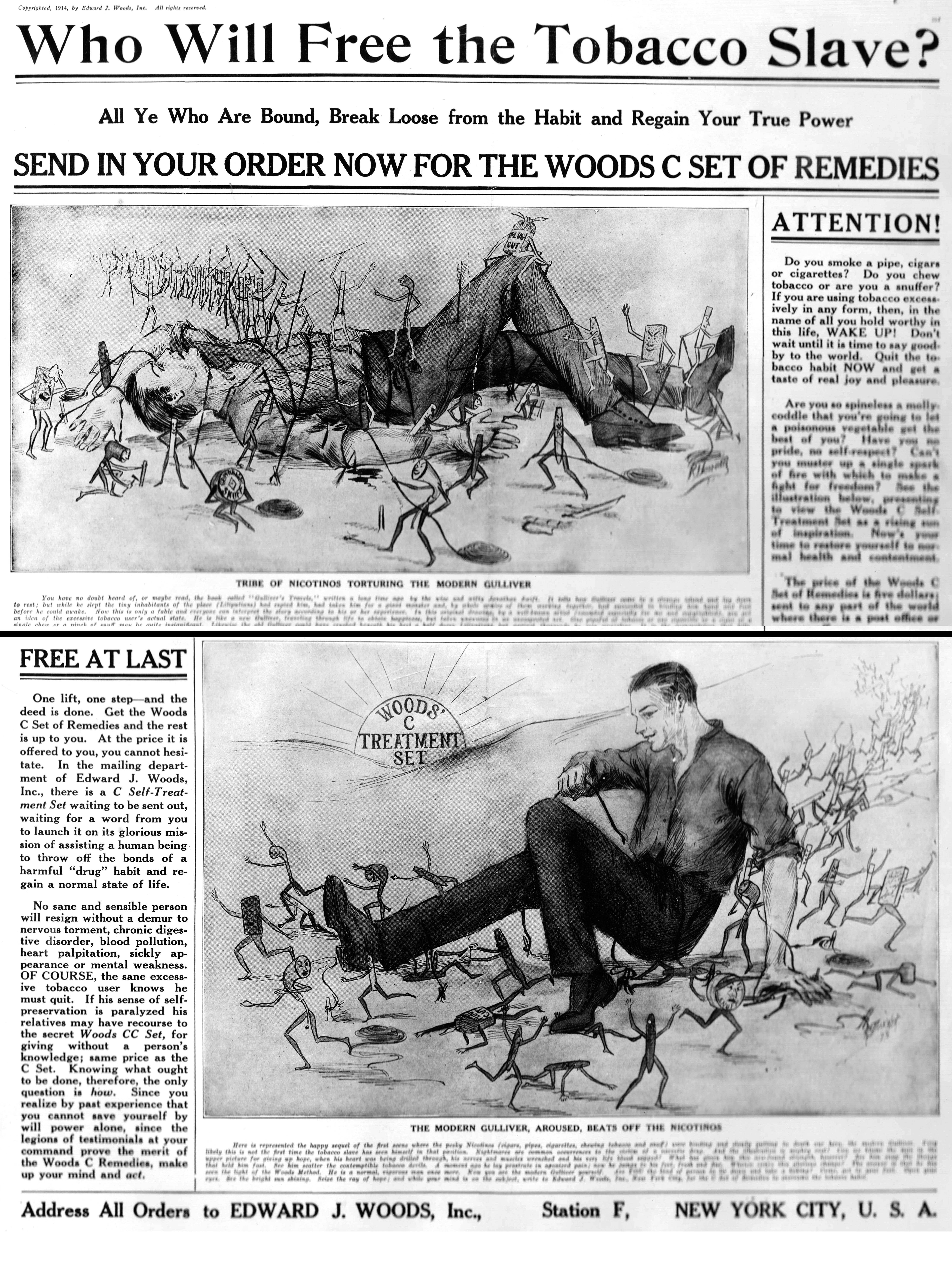
"إعلان عن علاج من إدمان التبغ"ركز تحقيق ادارة الاغذية والعقاقير في علاج التبغ كعلاج لإدمان التبغ على إعلاناته. جذب إدوارد ج. وودز انتباه المشترين المحتملين من خلال هذا الرسم الدرامي والمونولوج المطول الذي يبدأ بـ "هل أنت ضعيف الشخصية إلى حد أنك ستسمح لخضروات سامة بالسيطرة عليك؟

## الوقاية من خطر الإدمان
أفضل وسيلة لمنع الإدمان على المخدرات هي بعدم تناول المخدرات على الإطلاق، واستخدام الحذر عند أخذ أي دواء يسبب الإدمان فقد يصف الطبيب أدوية لتخفيف الألم أو البنزوديازيبين لتخفيف القلق أو الأرق، أو الباربيتورات للتخفيف من التوتر أو التهيج. يصف الاطباء هذه الادوية بجرعات آمنة ويتم مراقبة استخدامها بحيث لا يحصل المريض على جرعة كبيرة جدًّا أو لفترة طويلة جدًّا. إذا كان المريض يشعر بحاجة إلى أخذ جرعة أكبر من الجرعة الموصوفة من الدواء، فإنه يجب التحدث مع الطبيب.

## الوقاية من سوء تعاطي المخدرات لدى الأطفال
- 1. التواصل: التحدث مع الأطفال حول أخطار تعاطي المخدرات وإساءة استعمالها.
- 2. الاستماع: الاستماع الجيد عند تحدث الأطفال عن ضغط أصدقائهم عليهم للاستخدام الخاطئ للمخدرات، ودعم جهودهم لمقاومة ذلك.
- 3. القدوة الحسنة: يجب على الآباء والأمهات أن يتجنبوا إدمان المخدرات والكحول ليكونوا قدوة حسنة لأبنائهم؛ حيث إن الأطفال من الآباء والأمهات الذين يتعاطون المخدرات معرضون بشكل أكبر لخطر الإدمان.
- 4. تقوية العلاقة: العلاقة القوية المستقرة بين الآباء وبين أطفالهم تقلل من أخطار استخدام الطفل للمخدرات.

## منع الانتكاس بعد علاج الإدمان
مدمن المخدرات معرض للانتكاس والعودة لاستخدامها مرة أخرى بعد المعالجة، ولتجنب ذلك يجب اتباع الخطوات التالية:
- 1. تجنب الحالات عالية الأخطار مثل عدم الذهاب مرة أخرى إلى الحي الذي تم استخدامه للحصول على المخدرات والابتعاد عن أصدقاء السوء.
- 2. الحصول على الفور على مساعدة إذا تم استخدام المخدرات مرة أخرى.
- 3. الالتزام بخطة العلاج الخاصة:

قد يبدو وكأن المريض يتعافى وأنه لا يحتاج للحفاظ على اتخاذ خطوات للبقاء خاليًا من الإدمان، ولكن لا ينبغي التوقف عن رؤية الطبيب النفسي، والذهاب إلى اجتماعات فريق الدعم الخاص به أو تناول الدواء الموصوف؛ حيث إن الفرصة في البقاء خاليًا من الإدمان كبيرة إذا تمت متابعة العلاج بعد الشفاء من إدمان المخدرات.

## مشاكل ما بعد العلاج
- 1-الرغبة في العودة لها وذلك الشعور يستمر معه لمدة عدة أشهر بعد العلاج. ذلك الإحساس والرغبة في العودة للمخدرات هو نتيجة لتعوده لمدة طويلة عليه وتعوده على مجموعة من أصدقاء ومجموعة من الأماكن يذهب إليها، وهو يحتاج للإرادة حتى يؤثر في هذه المجموعات لا أن يتأثر بها مرة أخرى
- 2-مشاكل التأقلم مع الحياة واكتساب طرق جديدة للإشباع بعيدا عن المخدرات وهذه تحتاج منه إلى تعلم أنماط جديدة من السلوك وتحمل ظروف الحياة والتأقلم مع المشاكل ومواجهتها.
- 3-في خلال هذه الفترات الأولى من التأقلم وتعلم أنماط جديدة من السلوك فأن حدوث آلام أو مشاكل أو توترات شديدة مع عدم اكتمال تعلمه للصبر عليها
- 4-هناك أيضا الحاجة لعلاقات جديدة تدفعه إلى الاعتماد على النفس أكثر من اعتماده على الآخرين واعتماده على المخدرات غير أن ذلك يحتاج للوقت ويأتي ببطء ويحتاج لفترة طويلة وصبر وإصرار.[12]
- 5-كما أن علاقات ذلك الشخص بعد تركه للمخدرات مع أصدقائه والمحيطين به تتعرض لمشاكل كثيرة نتيجة لتركه لرفقاء السوء ونظرته الجديدة لهم مما يدفع بهم إلى الهجوم عليه في مسيرته الجديدة بهدف تحطيمهم لثقته في نفسه وفي قدرته على الاستمرار بعيدا عن المخدرات مما قد يؤثر في مسيرته حيث تكون شخصيته هشة في هذه الفترة بالإضافة إلى ضغوط الأهل.